# Казоне (Сијена)
Казоне је насеље у Италији у округу Сијена, региону Тоскана.
Према процени из 2011. у насељу је живело 91 становника. Насеље се налази на надморској висини од 209 м.